# Final do Grand Prix de Patinação Artística no Gelo de 2018–19
A Final do Grand Prix de Patinação Artística no Gelo de 2018–19 foi a vigésima quarta edição da competição, um evento anual de patinação artística no gelo organizado pela União Internacional de Patinação (em inglês:  International Skating Union), e o evento final do Grand Prix de 2018–19. Os patinadores se qualificaram para essa competição através de outras seis competições: Skate America, Skate Canada International, Grand Prix de Helsinque, NHK Trophy, Rostelecom Cup e Internationaux de France. A competição foi disputada entre os dias 6 de dezembro e 9 de dezembro de 2018, na cidade de Vancouver, Colúmbia Britânica, Canadá.
A Final do Grand Prix Júnior de Patinação Artística no Gelo de 2018–19 foi a vigésima segunda edição da competição, e o evento final do Grand Prix Júnior de 2018–19. Foi disputado ao mesmo tempo do sênior.

## Eventos
- Individual masculino
- Individual feminino
- Duplas
- Dança no gelo

## Medalhistas
| Evento                        | Ouro                                               | Prata                                           | Bronze                                             |
| Sênior                        |                                                    |                                                 |                                                    |
| Individual masculino detalhes | Nathan Chen · Estados Unidos                       | Shoma Uno · Japão                               | Cha Jun-hwan · Coreia do Sul                       |
| Individual feminino detalhes  | Rika Kihira · Japão                                | Alina Zagitova · Rússia                         | Elizaveta Tuktamysheva · Rússia                    |
| Duplas detalhes               | Vanessa James · Morgan Ciprès · França             | Peng Cheng · Jin Yang · China                   | Evgenia Tarasova · Vladimir Morozov · Rússia       |
| Dança no gelo detalhes        | Madison Hubbell · Zachary Donohue · Estados Unidos | Victoria Sinitsina · Nikita Katsalapov · Rússia | Charlène Guignard · Marco Fabbri · Itália          |
| Júnior                        |                                                    |                                                 |                                                    |
| Individual masculino detalhes | Stephen Gogolev · Canadá                           | Petr Gumennik · Rússia                          | Koshiro Shimada · Japão                            |
| Individual feminino detalhes  | Alena Kostornaia · Rússia                          | Alexandra Trusova · Rússia                      | Alena Kanysheva · Rússia                           |
| Duplas detalhes               | Anastasia Mishina · Aleksandr Galiamov · Rússia    | Polina Kostiukovich · Dmitrii Ialin · Rússia    | Apollinariia Panfilova · Dmitry Rylov · Rússia     |
| Dança no gelo detalhes        | Sofia Shevchenko · Igor Eremenko · Rússia          | Arina Ushakova · Maxim Nekrasov · Rússia        | Elizaveta Khudaiberdieva · Nikita Nazarov · Rússia |

## Classificados
Sênior
|             | Masculino                  | Feminino                 | Duplas                                  | Dança no gelo                          |
| ----------- | -------------------------- | ------------------------ | --------------------------------------- | -------------------------------------- |
| 1           | Yuzuru Hanyu (WD)          | Alina Zagitova           | Vanessa James / Morgan Ciprès           | Madison Hubbell / Zachary Donohue      |
| 2           | Shoma Uno                  | Rika Kihira              | Evgenia Tarasova / Vladimir Morozov     | Alexandra Stepanova / Ivan Bukin       |
| 3           | Nathan Chen                | Satoko Miyahara          | Natalia Zabiiako / Alexander Enbert     | Victoria Sinitsina / Nikita Katsalapov |
| 4           | Michal Březina             | Elizaveta Tuktamysheva   | Peng Cheng / Jin Yang                   | Charlène Guignard / Marco Fabbri       |
| 5           | Sergei Voronov             | Kaori Sakamoto           | Nicole Della Monica / Matteo Guarise    | Kaitlin Hawayek / Jean-Luc Baker       |
| 6           | Cha Jun-hwan               | Sofia Samodurova         | Daria Pavliuchenko / Denis Khodykin     | Tiffany Zahorski / Jonathan Guerreiro  |
| Substitutos |                            |                          |                                         |                                        |
| 1.º         | Keegan Messing (convocado) | Mai Mihara               | Alisa Efimova / Alexander Korovin       | Sara Hurtado / Kirill Khaliavin        |
| 2.º         | Alexander Samarin          | Stanislava Konstantinova | Tarah Kayne / Danny O'Shea              | Piper Gilles / Paul Poirier            |
| 3.º         | Matteo Rizzo               | Evgenia Medvedeva        | Kirsten Moore-Towers / Michael Marinaro | Lorraine McNamara / Quinn Carpenter    |

Júnior
|             | Masculino                   | Feminino             | Duplas                                 | Dança no gelo                             |
| ----------- | --------------------------- | -------------------- | -------------------------------------- | ----------------------------------------- |
| 1           | Petr Gumennik               | Alexandra Trusova    | Anastasia Mishina / Aleksandr Galiamov | Arina Ushakova / Maxim Nekrasov           |
| 2           | Camden Pulkinen             | Alena Kostornaia     | Polina Kostiukovich / Dmitrii Ialin    | Elizaveta Khudaiberdieva / Nikita Nazarov |
| 3           | Adam Siao Him Fa            | Anna Shcherbakova    | Kseniia Akhanteva / Valerii Kolesov    | Avonley Nguyen / Vadym Kolesnik           |
| 4           | Tomoki Hiwatashi            | Anastasia Tarakanova | Apollinariia Panfilova / Dmitry Rylov  | Sofia Shevchenko / Igor Eremenko          |
| 5           | Andrew Torgashev (WD)       | Kim Ye-lim           | Anastasia Poluianova / Dmitry Sopot    | Marjorie Lajoie / Zachary Lagha           |
| 6           | Koshiro Shimada             | Alena Kanysheva      | Sarah Feng / TJ Nyman                  | Maria Kazakova / Georgy Reviya            |
| Substitutos |                             |                      |                                        |                                           |
| 1.º         | Stephen Gogolev (convocado) | Anna Tarusina        | Laiken Lockley / Keenan Prochnow       | Polina Ivanenko / Daniil Karpov           |
| 2.º         | Kirill Iakovlev             | You Young            | Riku Miura / Shoya Ichihashi           | Elizaveta Shanaeva / Devid Naryzhnyy      |
| 3.º         | Yuma Kagiyama               | Rion Sumiyoshi       | Patricia Andrew / Paxton Fletcher      | Darya Popova / Volodymyr Byelikov         |

## Resultados

### Sênior

#### Individual masculino
| Pos.              | Nome           | Nacionalidade  | Pontos | PC        | PL         |
| ----------------- | -------------- | -------------- | ------ | --------- | ---------- |
| Medalha de ouro   | Nathan Chen    | Estados Unidos | 282.42 | 92.99 (1) | 189.42 (1) |
| Medalha de prata  | Shoma Uno      | Japão          | 275.10 | 91.67 (2) | 183.43 (2) |
| Medalha de bronze | Cha Jun-Hwan   | Coreia do Sul  | 263.49 | 89.07 (4) | 174.42 (3) |
| 4                 | Michal Březina | Chéquia        | 255.26 | 89.21 (3) | 166.05 (4) |
| 5                 | Keegan Messing | Canadá         | 236.05 | 79.56 (6) | 156.49 (5) |
| 6                 | Sergei Voronov | Rússia         | 226.44 | 82.96 (5) | 143.48 (6) |

#### Individual feminino
| Pos.              | Nome                   | Nacionalidade | Pontos | PC        | PL         |
| ----------------- | ---------------------- | ------------- | ------ | --------- | ---------- |
| Medalha de ouro   | Rika Kihira            | Japão         | 233.12 | 82.51 (1) | 150.61 (1) |
| Medalha de prata  | Alina Zagitova         | Rússia        | 226.53 | 77.93 (2) | 148.60 (2) |
| Medalha de bronze | Elizaveta Tuktamysheva | Rússia        | 215.32 | 70.65 (3) | 144.67 (3) |
| 4                 | Kaori Sakamoto         | Japão         | 211.68 | 70.23 (4) | 141.45 (4) |
| 5                 | Sofia Samodurova       | Rússia        | 204.33 | 68.24 (5) | 136.09 (5) |
| 6                 | Satoko Miyahara        | Japão         | 201.31 | 67.52 (6) | 133.79 (6) |

#### Duplas
| Pos.              | Nome                                 | Nacionalidade | Pontos | PC        | PL         |
| ----------------- | ------------------------------------ | ------------- | ------ | --------- | ---------- |
| Medalha de ouro   | Vanessa James / Morgan Ciprès        | França        | 219.88 | 71.51 (4) | 148.37 (1) |
| Medalha de prata  | Peng Cheng / Jin Yang                | China         | 216.90 | 75.69 (1) | 141.21 (2) |
| Medalha de bronze | Evgenia Tarasova / Vladimir Morozov  | Rússia        | 214.20 | 74.04 (3) | 140.16 (3) |
| 4                 | Natalia Zabiiako / Alexander Enbert  | Rússia        | 201.07 | 75.18 (2) | 125.89 (4) |
| 5                 | Nicole Della Monica / Matteo Guarise | Itália        | 187.63 | 69.77 (5) | 117.86 (6) |
| 6                 | Daria Pavliuchenko / Denis Khodykin  | Rússia        | 186.81 | 61.24 (6) | 125.57 (5) |

#### Dança no gelo
| Pos.              | Nome                                   | Nacionalidade  | Pontos | PC        | PL         |
| ----------------- | -------------------------------------- | -------------- | ------ | --------- | ---------- |
| Medalha de ouro   | Madison Hubbell / Zachary Donohue      | Estados Unidos | 205.35 | 80.53 (1) | 124.82 (1) |
| Medalha de prata  | Victoria Sinitsina / Nikita Katsalapov | Rússia         | 201.37 | 77.33 (3) | 124.04 (2) |
| Medalha de bronze | Charlène Guignard / Marco Fabbri       | Itália         | 198.65 | 78.30 (2) | 120.35 (3) |
| 4                 | Alexandra Stepanova / Ivan Bukin       | Rússia         | 196.72 | 77.20 (4) | 119.52 (4) |
| 5                 | Tiffani Zagorski / Jonathan Guerreiro  | Rússia         | 184.37 | 72.98 (5) | 111.39 (6) |
| 6                 | Kaitlin Hawayek / Jean-Luc Baker       | Estados Unidos | 184.04 | 71.33 (6) | 112.71 (5) |

### Júnior

#### Individual masculino júnior
| Pos.              | Nome             | Nacionalidade  | Pontos | PC        | PL         |
| ----------------- | ---------------- | -------------- | ------ | --------- | ---------- |
| Medalha de ouro   | Stephen Gogolev  | Canadá         | 233.58 | 78.82 (2) | 154.76 (1) |
| Medalha de prata  | Petr Gumennik    | Rússia         | 218.75 | 76.16 (3) | 142.59 (2) |
| Medalha de bronze | Koshiro Shimada  | Japão          | 214.38 | 73.97 (4) | 140.41 (4) |
| 4                 | Adam Siao Him Fa | França         | 207.04 | 66.48 (5) | 140.56 (3) |
| 5                 | Camden Pulkinen  | Estados Unidos | 197.68 | 80.31 (1) | 117.37 (6) |
| 6                 | Tomoki Hiwatashi | Estados Unidos | 190.80 | 62.48 (6) | 128.32 (5) |

#### Individual feminino júnior
| Pos.              | Nome                 | Nacionalidade | Pontos | PC        | PL         |
| ----------------- | -------------------- | ------------- | ------ | --------- | ---------- |
| Medalha de ouro   | Alena Kostornaia     | Rússia        | 217.98 | 76.32 (1) | 141.66 (1) |
| Medalha de prata  | Alexandra Trusova    | Rússia        | 215.20 | 74.43 (2) | 140.77 (2) |
| Medalha de bronze | Alena Kanysheva      | Rússia        | 198.14 | 68.66 (3) | 129.48 (3) |
| 4                 | Anastasia Tarakanova | Rússia        | 190.46 | 61.78 (5) | 128.68 (4) |
| 5                 | Anna Shcherbakova    | Rússia        | 181.83 | 56.26 (6) | 125.57 (5) |
| 6                 | Kim Ye-Lim           | Coreia do Sul | 177.91 | 62.51 (4) | 115.40 (6) |

#### Duplas júnior
| Pos.              | Nome                                   | Nacionalidade  | Pontos | PC        | PL         |
| ----------------- | -------------------------------------- | -------------- | ------ | --------- | ---------- |
| Medalha de ouro   | Anastasia Mishina / Aleksandr Galiamov | Rússia         | 190.63 | 64.37 (3) | 126.26 (1) |
| Medalha de prata  | Polina Kostiukovich / Dmitrii Ialin    | Rússia         | 189.53 | 66.84 (1) | 122.69 (2) |
| Medalha de bronze | Apollinariia Panfilova / Dmitry Rylov  | Rússia         | 186.59 | 66.44 (2) | 120.15 (3) |
| 4                 | Kseniia Akhanteva / Valerii Kolesov    | Rússia         | 172.51 | 62.04 (4) | 110.47 (4) |
| 5                 | Anastasia Poluianova / Dmitry Sopot    | Rússia         | 158.33 | 59.28 (5) | 99.05 (5)  |
| WD                | Sarah Feng / Tj Nyman                  | Estados Unidos | —      | 49.82 (6) | — (WD)     |

#### Dança no gelo júnior
| Pos.              | Nome                                      | Nacionalidade  | Pontos | PC        | PL         |
| ----------------- | ----------------------------------------- | -------------- | ------ | --------- | ---------- |
| Medalha de ouro   | Sofia Shevchenko / Igor Eremenko          | Rússia         | 170.66 | 67.73 (1) | 102.93 (2) |
| Medalha de prata  | Arina Ushakova / Maxim Nekrasov           | Rússia         | 170.65 | 67.49 (2) | 103.16 (1) |
| Medalha de bronze | Elizaveta Khudaiberdieva / Nikita Nazarov | Rússia         | 164.54 | 66.29 (3) | 98.25 (4)  |
| 4                 | Marjorie Lajoie / Zachary Lagha           | Canadá         | 164.51 | 66.25 (4) | 98.26 (3)  |
| 5                 | Avonley Nguyen / Vadym Kolesnik           | Estados Unidos | 158.47 | 63.73 (5) | 94.74 (5)  |
| 6                 | Maria Kazakova / Georgy Reviya            | Geórgia        | 148.76 | 57.51 (6) | 91.25 (6)  |

## Quadro de medalhas
Geral
| Ordem | País           | Medalha de ouro | Medalha de prata | Medalha de bronze |    | Ordem por total |
| ----- | -------------- | --------------- | ---------------- | ----------------- | -- | --------------- |
| 1     | Rússia         | 3               | 6                | 5                 | 14 | 1               |
| 2     | Estados Unidos | 2               |                  |                   | 2  | 3               |
| 3     | Japão          | 1               | 1                | 1                 | 3  | 2               |
| 4     | Canadá         | 1               |                  |                   | 1  | 4               |
| 4     | França         | 1               |                  |                   | 1  | 4               |
| 6     | China          |                 | 1                |                   | 1  | 4               |
| 7     | Coreia do Sul  |                 |                  | 1                 | 1  | 4               |
| 7     | Itália         |                 |                  | 1                 | 1  | 4               |
| TOTAL | TOTAL          | 8               | 8                | 8                 | 24 | —               |

Sênior
| Ordem | País           | Medalha de ouro | Medalha de prata | Medalha de bronze |    | Ordem por total |
| ----- | -------------- | --------------- | ---------------- | ----------------- | -- | --------------- |
| 1     | Estados Unidos | 2               |                  |                   | 2  | 2               |
| 2     | Japão          | 1               | 1                |                   | 2  | 2               |
| 3     | França         | 1               |                  |                   | 1  | 4               |
| 4     | Rússia         |                 | 2                | 2                 | 4  | 1               |
| 5     | China          |                 | 1                |                   | 1  | 4               |
| 6     | Coreia do Sul  |                 |                  | 1                 | 1  | 4               |
| 6     | Itália         |                 |                  | 1                 | 1  | 4               |
| TOTAL | TOTAL          | 4               | 4                | 4                 | 12 | —               |

Júnior
| Ordem | País   | Medalha de ouro | Medalha de prata | Medalha de bronze |    | Ordem por total |
| ----- | ------ | --------------- | ---------------- | ----------------- | -- | --------------- |
| 1     | Rússia | 3               | 4                | 3                 | 10 | 1               |
| 2     | Canadá | 1               |                  |                   | 1  | 2               |
| 3     | Japão  |                 |                  | 1                 | 1  | 2               |
| TOTAL | TOTAL  | 4               | 4                | 4                 | 12 | —               |